# Ibleto Fieschi
Ibleto Fieschi, noto anche come Ibletto oppure Obbietto (Genova, 1435 – Vercelli, 1497), è stato un politico, religioso e militare italiano della Repubblica di Genova.

## Biografia
Ibleto (scritto anche Ibletto od Obbietto) era figlio di Gian Luigi (del ramo di Torriglia della potente famiglia genovese) e da Luisetta (o Lucetta) figlia di Rollando Fregoso. 

Suoi fratelli erano Giovanni Filippo, Orlando, Gottardo (che poi assunse il nome di Gian Luigi), Antonio Maria; sue sorelle erano Franchetta (che sposerà il doge Pietro II Fregoso) e Violante.
Studia nell'Università di Siena e abbraccia la carriera ecclesiastica.
Impegnato nella difesa del feudo familiare nella Riviera di Levante si scontra con la politica di espansione qui perseguita dalla Repubblica di Genova.  
Nel 1459 è con i ribelli che, guidati da Pietro Fregoso, assediano Genova, ma dopo la morte in battaglia del fratello Giovanni Filippo, con l'altro fratello Orlando si rifugia nei castelli della famiglia. 
Dopo la sconfitta dei ribelli Orlando è catturato e decapitato e Ibleto rimane a guidare la famiglia nella confusa situazione genovese.
Caduta la signoria francese nel 1461, inizia a collaborare con Paolo Fregoso, arcivescovo di Genova, per saldamente controllare la politica della città. Per Genova peraltro sono anni di piena decadenza economica, segnati dalla perdita di alcuni domini nel Vicino Oriente.
Abbandona poi Paolo Fregoso per appoggiare il duca di Milano Francesco Sforza e la conseguente dominazione sforzesca su Genova.
Alla morte di Francesco Sforza nel 1466 i rapporti con il nuovo duca Galeazzo Maria si incrinano, Ibleto viene privato di tutti i suoi castelli e condotto a Milano in semiprigionia.  
Fugge, ripara in Francia e poi raggiunge Roma dove il fratello minore Gian Luigi è alla corte del Papa Sisto IV (alleato del Duca di Milano).
Nel 1477 a Genova e nella Riviera di Levante scoppia una sommossa antisforzesca guidata da alcuni membri dei Fieschie Ibleto raggiunge la città per assumere il controllo della rivolta come Capitano generale.
Il duca milanese reagisce inviando il condottiero Sanseverino e Prospero Adorno a riconquistare Genova e Ibleto è costretto a rifugiarsi nel suo feudo. Con le forze di cui ancora dispone tenta azioni di disturbo, ma finisce nuovamente sotto sorveglianza a Milano. 
Coinvolto in una congiura contro Bona di Savoia e Cicco Simonetta, è imprigionato nel Castello.
Viene liberato solo quando, nel 1478, a Genova Prospero Adorno si ribella e si proclama doge: per riconquistare la città Il duca lo libera donandogli Borgotaro e promettendogli l'appoggio per una sua nomina a cardinale.
Non appena libero, il Fieschi preferisce però unirsi all'Adorno e assedia, senza successo, Borgotaro e Pontremoli.
Dopo capovolgimenti politici a Genova il potere è spartito tra Prospero Adorno e Battista Fregoso. Parteggia per quest'ultimo e si unisce al Sanseverino nel tentativo di conquistare la Lunigiana ed il retroterra appenninico.   
Si allea poi con il duca di Bari Sforza Maria Sforza e suo fratello Ludovico.
Nel gennaio 1481 è obbligato all'esilio in cambio di una provvisione annua. 
Si riconcilia con Paolo Fregoso, ritornato al potere nel novembre 1483. In seguito risiede a Roma alla corte di Innocenzo VIII dove ancora briga per la sua nomina a cardinale. 
Nel 1487, insieme al fratello Gian Luigi, è fatto prigioniero dalle truppe fiorentine presso Sarzanello, ma venne presto rilasciato.
Riprende l'ostilità verso Paolo Fregoso; in città scoppiano moti di rivolta e Genova torna dominio sforzesco, nominando Agostino Adorno governatore ducale, con l'assenso del Fieschi.
Si reca nuovamente a Roma per avere, godendo dell'appoggio di Ludovico il Moro, il cappello cardinalizio che gli era sempre stato negato. La speranza svanisce ed è trattenuto dal papa, su richiesta milanese, per impedirgli altri colpi di mano. 
Fa ritorno a Milano, ospite del Moro a   Vigevano. 
Nel 1490 è nuovamente a Roma, assistente del papa al pontificale dell'Epifania.
Nel 1494,il re francese Carlo VIII scende in armi in Italia alla conquista del Regno aragonese di Napoli: Ibleto Fieschi, con il cardinale Paolo Fregoso, si schiera in difesa del re di Napoli, mentre suo fratello Gian Luigi rimane antiaragonese.
Con il vescovo Paolo Fregoso, Matteo Fieschi e altri fuorusciti genovesi è sulla la flotta napoletana che nel mese di luglio 1494 attacca Portovenere senza successo. 

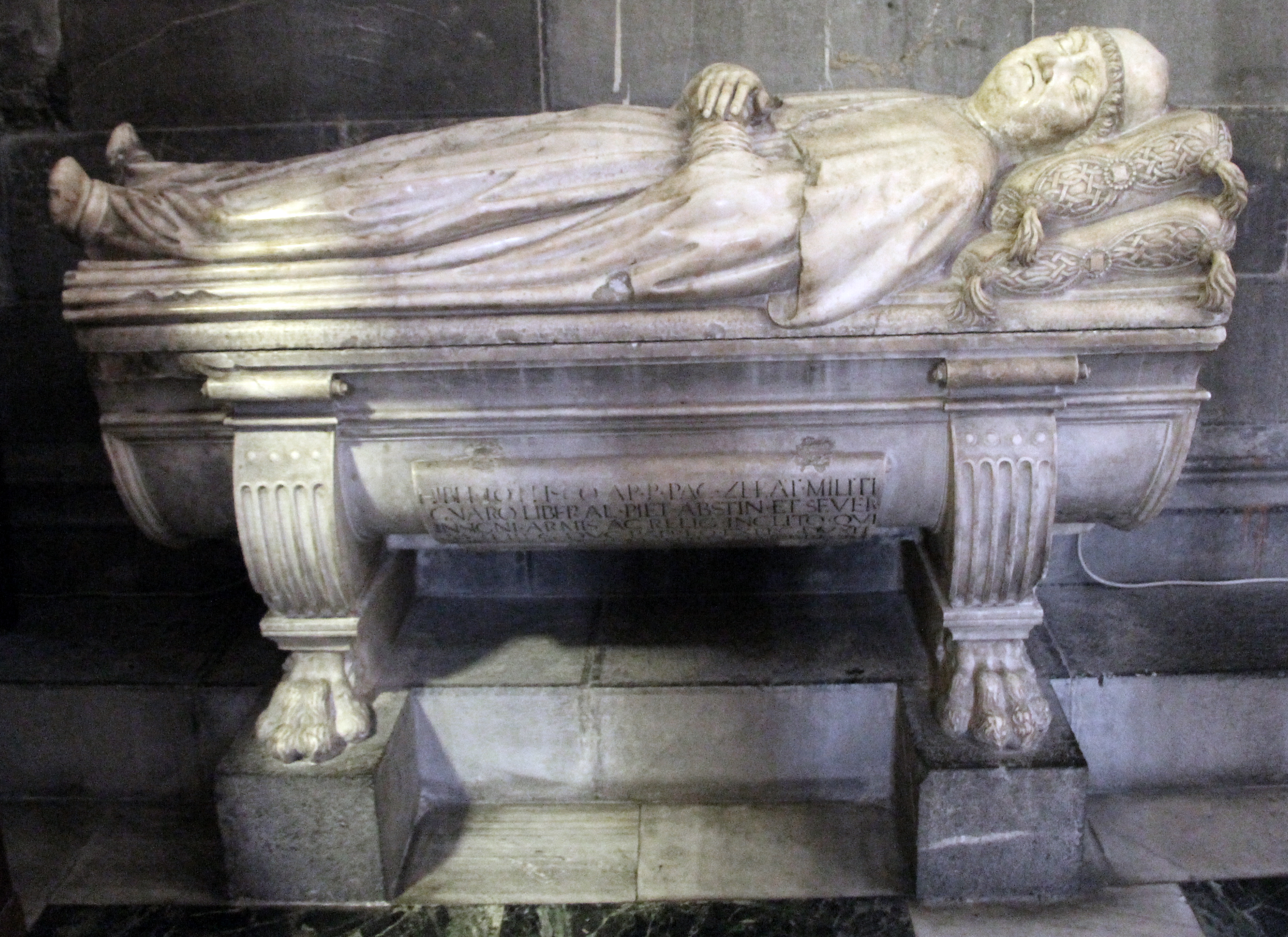
Anonimo scultore genovese
tomba di Ibleto Fieschi
Cattedrale di San Lorenzo (Genova)

In seguito, nel settembre dello stesso anno, attacca Rapallo; dopo la sconfitta delle forze napoletane fugge sui monti soprastanti insieme coi tre figli, ma è più volte derubato dai montanari e a stento riesce a salvarsi.
L'anno seguente, dopo l'entrata di Carlo VIII a Napoli cambia schieramento, chiede la protezione e accompagna il re francese nel tormentato viaggio di ritorno.
Anche in questa occasione i due fratelli si trovano politicamente su sponde opposte, perché Gian Luigi partecipa alla Lega santa che gli stati italiani avevano formato per reagire alla conquista francese.
A Pontremoli è incaricato da Carlo VIII di tentare con truppe un colpo di mano su Genova, ma il tentativo fallisce per la cattura a Rapallo delle navi francesi mandate in suo appoggio. Deve cercare rifugio ad Asti e muore a Vercelli nel 1497, forse avvelenato..
Il suo monumento funebre è collocato nella Cattedrale di San Lorenzo a Genova.